# Coregonus autumnalis
Coregonus autumnalis је зракоперка из реда Salmoniformes.

## Распрострањење
Ареал врсте је ограничен на мањи број држава. 
Врста има станиште у Канади, Сједињеним Америчким Државама, Русији и Монголији.

## Станиште
Станишта врсте су речни екосистеми и слатководна подручја.

## Угроженост
Ова врста је наведена као последња брига, јер има широко распрострањење и честа је врста.